# Frank Dingenen
Frank Dingenen (Schoten, 14 augustus 1950 – Aalst, 24 februari 2025) was een Vlaams acteur, presentator, columnist, zanger en schrijver.

## Biografie
In 1973 kreeg Frank Dingenen de Will Ferdy-kleinkunstprijs voor jong Vlaams talent, maar werkte eerst als magazijnier en brillenverkoper vooraleer hij zijn mediacarrière begon in het radioprogramma Het Genootschap van Julien Put op zondagmorgen, met zijn typetje "Frans Dingemans". Vervolgens stapte hij over naar televisie en werkte mee aan het jeugdprogramma's PVBA Elektron en Het Liegebeest.
Zijn grote doorbraak kende hij als meester André Buys in de humoristische televisieserie Meester, hij begint weer! op de openbare omroep BRT, waarvoor hij ook scenario's schreef. Bij die zender werd hij ook panellid van De drie wijzen. In 1988 scoorde hij een muziekhit met de humoristische single Allez Maurice, een nummer over een wielrenner. Dingenen was zelf een grote fan van wielerwedstrijden zoals de Ronde van Frankrijk. Later dat jaar had hij ook succes met het nummer Liever Armand Pien, over zijn heimwee naar de tijd dat weerman Armand Pien zijn tv-weerberichten met humor lardeerde. Deze liedjes verschenen in 1989 samen met enkele andere songs op de lp Alle kanten uit!.
In 1990 maakte Dingenen de overstap naar de jonge commerciële Vlaamse zender VTM. Daar presenteerde hij Videodinges, een programma met homevideo's waarin allerlei amateuropnames van ongelukken en valpartijen te zien waren. In 1991 scoorde hij met de toen nog onbekende Niels William een hit met Dat goed gevoel. In 1993 verscheen een soort vervolg op Meester hij begint weer!, maar ditmaal op VTM onder de titel Meester!. Met Samen in de file en De frigoboxtoeristen (geflankeerd door de ‘Welriekende dreefjes’) scoorde hij dat jaar hits en verscheen ook zijn muziekalbum Elke frank telt.
In 1995 keerde Frank Dingenen terug naar de openbare omroep. Hij was na zijn terugkeer vooral te horen op het zaterdagochtendprogramma De Zoete Inval op Radio 2. In 1997 presenteerde hij het spelprogramma Koppensnellers op TV1. Op het eind van de jaren 90 ging Dingenen werken op het kabinet van Vlaams minister van cultuur Bert Anciaux. Later speelde hij politie-inspecteur Monard in de VRT-soap Thuis en André Beynens in de VTM-soap Familie.
Frank Dingenen schreef verder een nieuwe televisieserie met als werktitel Kabinet X, die aan een buitenlands productiehuis verkocht werd. In 2008 begon hij met het schrijven van cursiefjes voor Wieper Magazine, een gratis persmedium dat in de Noordrand van Vlaams-Brabant verschijnt. Op een ludieke manier ging hij in op alles wat hem bezighield, waaronder de maatschappij, de (onjuiste) geruchten over hem en het ouder worden. Door de enthousiaste reacties hierop werden een vijftigtal cursiefjes tot een boek gebundeld, dat eind mei 2013 verscheen onder de titel Wat schaft de borst vandaag? bij uitgeverij Bola Editions.
Van januari 2014 tot augustus 2015 was Frank hoofdredacteur van een onafhankelijk online magazine, daarna ging hij met pensioen. Sindsdien hield hij zich nog bezig met schrijven, entertainen (bv. quizmaster) en losse acteeropdrachten in onder anderen Zone Stad, Vermist, Code 37, Aspe en Mega Mindy.

## Persoonlijk
Dingenen woonde tot 2020 in zijn appartement in Tervuren, maar verhuisde naar een assistentiewoning in Asse om de eenzaamheid tegen te gaan maar toch zelfstandig te kunnen blijven wonen. Hij organiseerde regelmatig quizzen voor de andere bewoners en stond achter de bar.
Op 28-jarige leeftijd (1978) kreeg hij de diagnose van een melanoom op zijn wang (huidkanker) met uitzaaiingen naar de lymfeklieren. Hiervan genas hij na verwijdering van het melanoom, maar in 2016 werd er stembandkanker vastgesteld en in 2020 werd hij opnieuw getroffen door een zeldzame vorm van een huidlymfoom. In 2000 overleefde hij een hartaanval.  
Frank Dingenen ging door het leven als vrijgezel en had geen kinderen.
Franks zus Marie-Rose Dingenen acteerde o.a. in Meester! als juffrouw d'Hondt. Zijn neef Tom Dingenen is acteur in onder meer de serie Dertigers.

## Discografie

### Albums
- Alle kanten uit! (1989)
- Elke frank telt (1993)

### Singles
- Bruin / Hoe ver nog (1981)
- Meneer Saffloer / Barbara (Babby) (1985)
- Allez Maurice (1988)
- Ambiance / TGV (1988)
- Liever Armand Pien / Ne me kittel pas (1988)
- Trien om te zien / 2 croissants & chocomelk (1989)
- De nies in de neus (Hatchie!) / The noisy nose (1989)
- 'n Kouwe doesj (1989)
- De frigoboxtoeristen (1990)
- De ring in (1990)
- Dat goed gevoel (1991)
- Je liegt / Hetgeen je niet krijgen kan (1991)
- Samen in de file (1993)
- Het wordt een goed jaar / Wat mis ik jou (1993)